# Juan José Mira Mena
Juan José Mira Mena; (Santiago, 1864 - 5 de diciembre de 1921) fue un político y abogado chileno. 

## Vida
Hijo de don Gregorio de Mira Iñíguez, fundador de San Antonio, y doña Mercedes Mena Alviz. Hermano de las destacadas pintoras Aurora Mira y Magdalena Mira, y del político de Pichilemu Pedro Nolasco de Mira
Contrajo nupcias con Mercedes Fernández Concha.
Educado en el Colegio San Ignacio de Santiago (1873-1880), pasó luego a la Universidad de Chile, donde estudió Derecho y juró como abogado el 13 de octubre de 1886. 

## Obra
Se desempeñó como profesor de Gramática Castellana del Liceo de Hombres de Puerto Montt (1890).

## Actividades Políticas
- Militante del Partido Liberal Democrático.
- Agente fundador del Banco de Santiago en la provincia de Llanquihue.
- Intendente de Llanquihue (1891-1892).
- Diputado representante de Osorno y Carelmapu (1891-1894).
- Miembro de la comisión de Educación y Beneficencia de la Cámara de Diputados.
- Diputado representante de Osorno y Llanquihue (1894-1897).
- Miembro de la comisión de Negocios Eclesiásticos de la Cámara de Diputados.
- Militante del Partido Conservador.
- Diputado representante de Osorno y Llanquihue (1897-1900 y 1900-1903).
- Miembro de la comisión de Elecciones de la  Cámara de Diputados.

Bibliografía
Figueroa, Virgilio (1929). "Diccionario Histórico, Biográfico y Bibliográfico de Chile: 1800-1928". Tomo II (3.ª edición). Santiago, Chile: Establecimientos Gráficos Balcells & Co.
Urzúa Valenzuela, Germán (1992). "Historia Política de Chile y su Evolución Electoral desde 1810 a 1992" (3.ª edición). Santiago, Chile: Editorial Jurídica de Chile.
- Reseña biográfica de Juan José Mira Mena en el portal Historia Política de la Biblioteca del Congreso Nacional de Chile.

- Datos: Q5950376